# Acylita cara
Acylita cara  là một loài bướm đêm thuộc họ Noctuidae. Nó được tìm thấy ở Brasil. Sải cánh dài khoảng 28 mm.